# Kathleen Burke
Kathleen B. Burke (ur. 5 września 1913 w Hammond, zm. 9 kwietnia 1980 w Chicago) – amerykańska aktorka filmowa i teatralna.

## Wybrana filmografia[1]
- 1932: Wyspa doktora Moreau (Island of Lost Souls) jako Lola, kobieta-pantera
- 1934: Sprytna dziewczyna (Goood Dame) jako Zandra
- 1935: Bengali (The Lives of a Bengal Lancer) jako Tania Volkanskaya
- 1935: Żona z marynarki (Navy Wife) jako Serena Morrison
- 1935: Ostatni posterunek (The Last Outpost) jako Ilya
- 1936: Nie znała miłości (Craig's Wife) jako Adelaide Passmore